# Krševica
Krševica (cyr. Кршевица) – wieś w Serbii, w okręgu pczyńskim, w gminie Bujanovac. W 2002 roku liczyła 486 mieszkańców.